# Xestocephalus medius
Xestocephalus medius är en insektsart som beskrevs av Rauno E. Linnavuori 1969. Xestocephalus medius ingår i släktet Xestocephalus och familjen dvärgstritar. Inga underarter finns listade i Catalogue of Life.